# Station Gorzykowo
Station Gorzykowo is een spoorwegstation in de Poolse plaats Gorzykowo.